# Paracilacris mordax
Paracilacris mordax är en insektsart som beskrevs av Naskrecki, Bazelet och Spearman 2008. Paracilacris mordax ingår i släktet Paracilacris och familjen vårtbitare. Inga underarter finns listade i Catalogue of Life.